# President electe
El president electe d'un estat és el terme emprat principalment en els sistemes de govern presidencialistes per referir-se al candidat que ha guanyat les eleccions, però que encara no ha pres possessió del càrrec, càrrec que encara és ostentat pel "president sortint". Si hi existeix la posició de vicepresident, i si aquest és elegit per sufragi universal també, el candidat electe és anomenat vicepresident electe de l'Estat.
En altres sistemes de govern, sovint existeixen termes similars, com ara "primer ministre electe"; de la mateixa manera, el terme s'aplica a altres nivells d'administració, com ara "governador electe", "alcalde electe", etc.